# Regentenstraße 5 (Mönchengladbach)

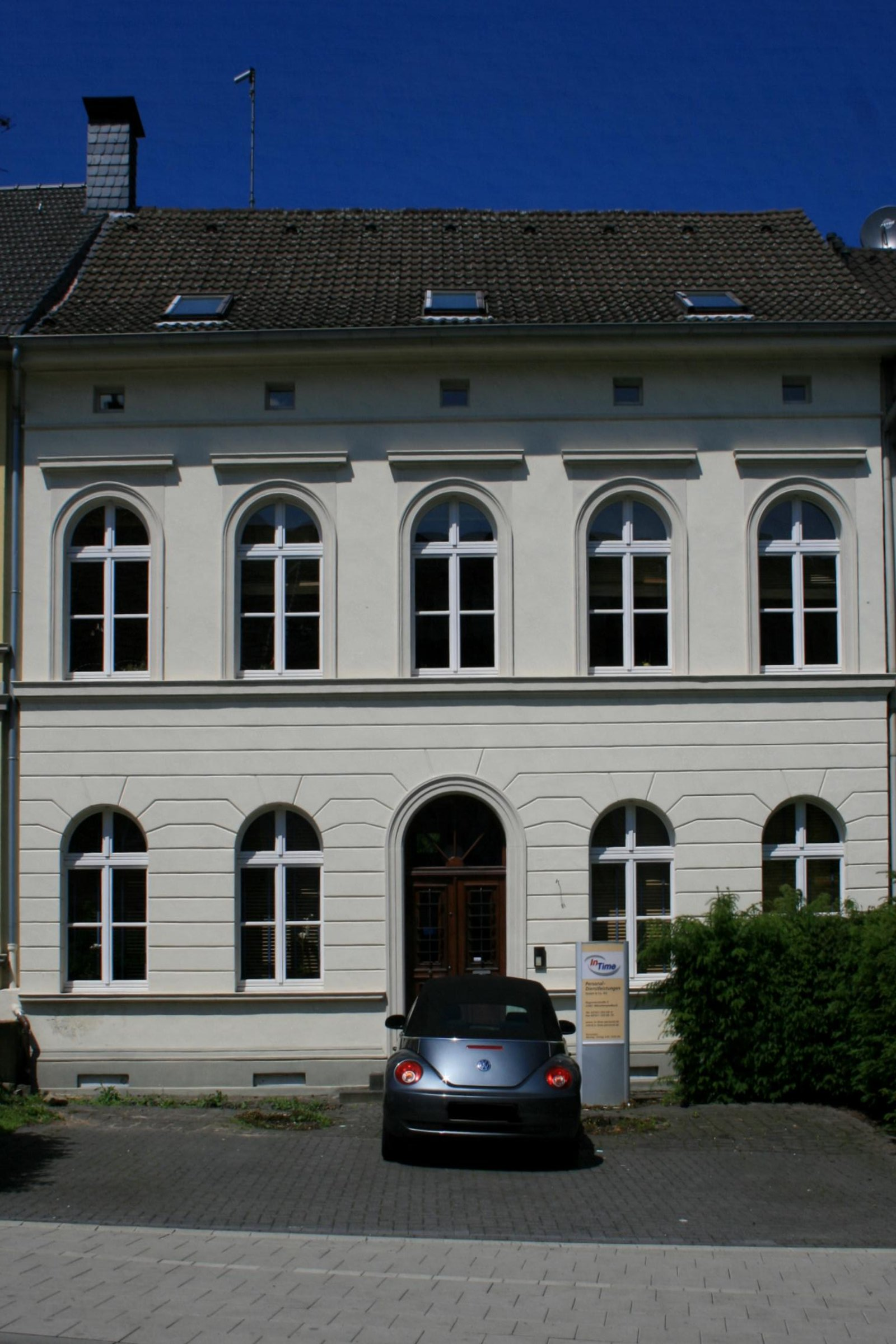
Wohnhaus Regentenstraße 5 (2010)

Das Wohnhaus Regentenstraße 57 steht im Stadtteil Gladbach von Mönchengladbach (Nordrhein-Westfalen).
Das Gebäude wurde zum Ende des 19. Jahrhunderts erbaut. Es wurde unter Nr. R 009 am 4. Dezember 1984 in die Denkmalliste der Stadt Mönchengladbach eingetragen.

## Architektur
Das Wohnhaus Regentenstraße Nr. 5 steht im Bereich der Oberstadt innerhalb einer Baugruppe der Häuser Nr. 3, 5 und 7, die zur Mitte des 19. Jahrhunderts entstanden sind. Es handelt sich um ein zweigeschossiges Wohnhaus mit einem Satteldach. Das Baujahr ist ca. 1860. Tür und Treppe sind mittig angeordnet, das Dachgeschoss ist ausgebaut.